# Forte Monte Maso
Il forte Monte Maso è una fortezza situata in prossimità del confine ottocentesco fra Italia e Austria, presso il valico di Pian delle Fugazze, tra i comuni di Valli dei Signori (ora Valli del Pasubio) e Vallarsa.

## Descrizione
Primo forte corazzato costruito per difendere i nuovi confini tra Regno d'Italia e Impero Austro-Ungarico del 1866, fu posizionato in alta val Leogra appena sopra il quartiere di Sant'Antonio del Pasubio, in prossimità dell'allora confine di stato, presso il valico di Pian delle Fugazze, tra i comuni di Valli dei Signori (ora Valli del Pasubio) e Vallarsa.
I lavori iniziarono nel 1883 e durarono 4 anni. L'edificio a pianta quadrata risentiva di metodi di costruzione ormai superati per l'epoca, ma progettando di installare sei cannoniere affiancate del tipo di difesa costiero, si optò per questo tipo di schema costruttivo. I sei cannoni da 149 mm in ghisa erano alloggiati in altrettante stanze corazzate del tipo Gruson in ghisa indurita con uno spessore frontale di 40 cm. A causa del limitato brandeggio dei pezzi avevano esclusivamente il compito di battere il tratto di strada in corrispondenza della zona più stretta della valle, in prossimità dei ponti sul torrente Leogra nella zona denominata "ponte verde"; in quel tratto la strada era scavata nella roccia e minata con fornelli di mina in due punti sotto il livello stradale. In caso di guerra e nell'immediatezza del pericolo di entrata in territorio italiano di armate avversarie, la strada poteva essere fatta saltare; le artiglierie del forte avevano lo scopo di tirare in quel tratto per impedire le riparazioni e quindi interdire qualsiasi passaggio.
Il forte era stato progettato per il combattimento a distanza in una zona defilata dalla strada principale Rovereto-Schio; per il blocco stradale vero e proprio si pensò alla costruzione di una "tagliata" stradale denominata Tagliata Bariola.
La strada militare
La posizione defilata del sito previsto per la costruzione del forte, obbligò i progettisti ad inserire nel progetto la costruzione di una strada militare dedicata alla sua costruzione; l'accesso venne posizionato poco prima della tagliata in modo da essere al riparo da qualsiasi tiro di artiglieria. La strada, lunga 2,3 km con 12 tornanti e una pendenza costante del 12%, è ancora oggi è percorribile.
Dotazione

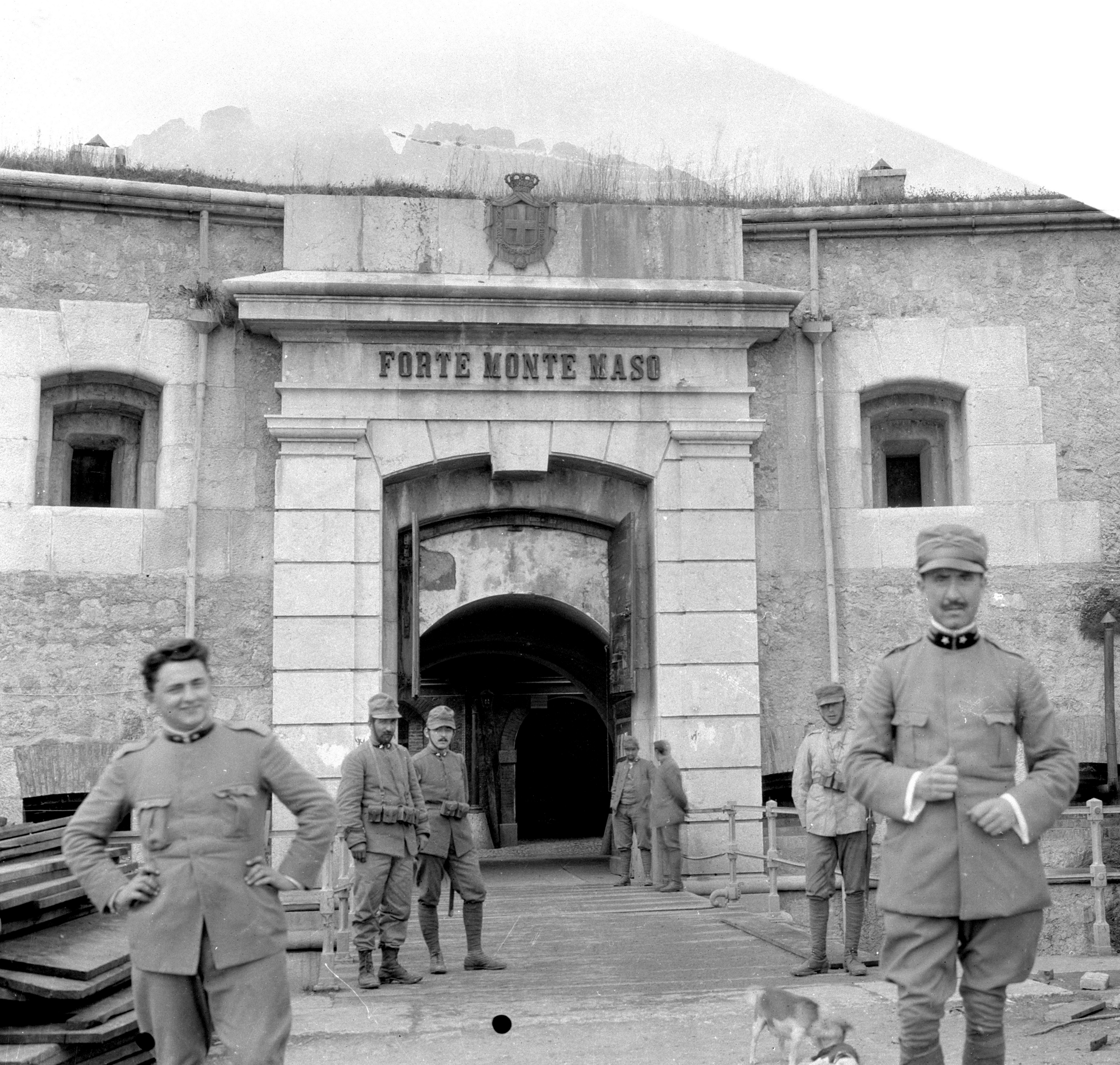
Entrata del forte

Forte Monte Maso doveva avere una dotazione prevista, ma mai attuata, di 10 postazioni di artiglieria in cannoniera minima, sei sulla fronte e quattro sulla gola. I lavori vennero ultimati nel 1887 sotto la supervisione del Col. Iginio Pescetto del genio militare di Verona. La costruzione fu affidata ad una impresa privata di Vicenza, la ditta Fabrello Cav. Giovanni; esiste ancora una targa nella gola del forte, ora all'interno del punto di ristoro, a testimonianza di chi ne fu il costruttore.
Alla consegna ai militari il forte era già tatticamente superato, il suo armamento permetteva la resistenza solo per un breve periodo, le artiglierie continuavano a migliorare sia dal punto di vista dell'armamento che della gittata. Il forte in quel periodo era ancora protetto dai colpi d'artiglieria diretti e non dal tiro curvo degli obici, per questo motivo nel 1904 si pensò di effettuare importanti modifiche sulla struttura, in particolare sulla copertura, rinforzandola con uno stato di calcestruzzo. Di conseguenza le postazioni per i fucilieri posizionate sul tetto del forte e destinate al combattimento ravvicinato dovettero essere spostate a livello del terreno. Allo scopo sono visibili le dodici feritoie ai lati dell'entrata del forte.
L'ammodernamento riguardò anche la protezione dalle forti infiltrazioni d'acqua in caso di pioggia, specialmente nel locale deposito munizioni.
Nello stesso periodo iniziarono i lavori per la costruzione di un nuovo forte più moderno in stile Gen. Rocchi, distante sei chilometri dietro al Monte Maso. L'Opera Forte Monte Enna, sulla cima dell'omonimo monte, doveva coprire e sostituire le forze di interdizione di Monte Maso; con i suoi quattro cannoni in cupola corazzata da 149 mm di acciaio riusciva a colpire fino a 14 km di distanza, ben oltre il confine di stato.

## Storia
Prima Guerra Mondiale
Dopo la dichiarazione di guerra del 24 maggio 1915, lo slancio dell'esercito italiano nella zona delle prealpi vicentine portò il fronte di guerra lontano dal forte. Questa situazione durò per tutto il conflitto, destinando così la struttura alla funzione di deposito e confezionamento munizioni. Non sparò nessun colpo d'artiglieria nel corso della guerra 1915-1918.
Seconda Guerra Mondiale
Durante il secondo conflitto mondiale il ruolo di Forte Monte Maso era quello di fornire alloggio e riparo agli artiglieri addetti a due postazioni antiaeree del tipo 88 Flack a tiro rapido posizionate la prima sullo spalto di destra del forte sul terrapieno e la seconda di fronte al forte. Per dare riparo agli artiglieri durante il servizio esterno, si costruì la riservetta sopra l'angolo di destra delle sale di combattimento dei fossati. La struttura denominata osservatorio poiché aveva anche lo scopo di vigilare sul tratto di strada di fronte al forte che saliva verso il confine.
A difesa del forte furono costruiti dall'organizzazione tedesca Todt quattro postazioni per mitragliatrici pesanti in piazzola con dei bunker interrati due sul lato sinistro, collegati dalla strada militare che conduceva alla postazione detta Spianamenti a distanza di 500 metri; altri due bunker furono posizionati di fronte al forte sempre alla stessa distanza. In questo caso, per trasportare le munizioni fu costruito un piano inclinato su rotaia per il traino a trazione animale dei carrelli che finisce ad un deposito munizioni a poca distanza dalle postazioni.
Cannoniere Gruson
Le sei stanze corazzate tipo Gruson, azienda tedesca specializzata in opere corazzate, erano la particolarità del forte; varie cause ne conferirono una unicità particolare, non ultima l'elevato costo. Bisogna considerare anche il periodo in cui si pensò alla progettazione del forte, periodo in piena evoluzione e modernizzazione sia delle artiglierie che delle munizioni. Si decise di seguire la vecchia scuola ottocentesca, influenzata dalla piazzaforte veronese di scuola asburgica. La somiglianza con delle opere precedenti costruite dagli austriaci possono ingannare lo storico poco attento, probabilmente perché fu sempre Verona la sede del genio militare che disegnò l'opera fortificata.
I disegni
Il progetto esecutivo del forte non è mai stato trovato; ai giorni nostri da parte italiana esiste solamente la tavola della copertura e dotazione del forte. Più interessante invece quanto arrivato da fonti austro-ungariche.

## Il forte oggi
L'opera fortificata è arrivata ai giorni nostri in uno stato di conservazione abbastanza soddisfacente per quanto riguarda l'insieme; la struttura originale ha superato indenne il passare del tempo. Un discorso a parte riguarda invece l'opera di spogliazione più o meno cruenta attuata dall'uomo. Come la quasi totalità delle fortificazioni venete divenne di proprietà privata nel 1938, un periodo tra le due guerre mondiali non adatto nel nostro caso per la conservazione del forte. 
La nuova proprietà non esitò a mettere mano alla dotazione del forte per ricavarne un reddito, viste le difficoltà economiche dell'epoca; iniziò così una lunga e sistematica operazione di smontaggio delle strutture del forte. Si cominciò dai serramenti, dalle porte, le pietre delle pavimentazioni e caso più devastante la rimozione delle parti portanti delle volte dei soffitti costituite in mattoni. Questa pratica provocò il crollo dei pavimenti delle stanze superiori, e questo è lo stato in cui si trova il forte ai giorni nostri. Tutto questo però non fu niente mettendo a confronto la vera e propria rovina della parte centrale della fortificazione, quella dove erano alloggiate le sei stanze corazzate in ghisa indurita Gruson. In questo caso di dovette procedere con le cariche esplosive per poter estrarre il prezioso metallo. Ancora oggi è visibile il cratere provocato dalle esplosioni e il vuoto dovuto alla mancanza delle sei stanze; in questo caso non si trattò della volontà dei proprietari, ma una vera e propria espropriazione da parte dello stato centrale, in quanto il metallo serviva alla "Patria".